# Campeonato Europeo de Curling Masculino de 2006
El XXXII Campeonato Europeo de Curling Masculino se celebró en Basilea (Suiza) entre el 9 y el 16 de diciembre de 2006 bajo la organización de la Federación Mundial de Curling (WCF) y la Federación Suiza de Curling.
Las competiciones se realizaron en el St. Jakobshalle de la ciudad suiza.

## Tabla de posiciones
| Pos | Equipo             | G | P | G–P |
| --- | ------------------ | - | - | --- |
| 1   | Escocia            | 7 | 2 | 1–0 |
| 2   | Suiza              | 7 | 2 | 0–1 |
| 3   | Alemania           | 6 | 3 | –   |
| 4   | Suecia             | 5 | 4 | –   |
| 5   | Noruega            | 5 | 4 | –   |
| 6   | Finlandia          | 5 | 4 | –   |
| 7   | Francia            | 3 | 6 | –   |
| 8   | Dinamarca          | 3 | 6 | –   |
| 9   | Bandera de Irlanda | 3 | – |     |
| 10  | Gales              | 1 | 8 | –   |

## Cuadro final
|  | Clasif. a semifinal | Clasif. a semifinal | Clasif. a semifinal |  |  | Semifinal | Semifinal |  |         | Final | Final |
|  |                     |                     |                     |  |  |           |           |  |         |       |       |
|  | 1                   | Escocia             | 5                   |  |  |           |           |  |         |       |       |
|  | 2                   | Suiza               | 9                   |  |  |           |           |  |         | Suiza | 7     |
|  |                     |                     |                     |  |  | Escocia   | 5         |  | Escocia | 6     |       |
|  |                     | Suecia              | 2                   |  |  |           |           |  |         |       |       |
|  | 3                   | Alemania            | 2                   |  |  |           |           |  |         |       |       |
|  | 4                   | Suecia              | 6                   |  |  |           |           |  |         |       |       |

## Medallistas
| Evento | Oro                                                                                          | Plata                                                                 | Bronce                                                                                       |
| ------ | -------------------------------------------------------------------------------------------- | --------------------------------------------------------------------- | -------------------------------------------------------------------------------------------- |
| Equipo | Suiza · Andreas Schwaller · Ralph Stöckli · Thomas Lips · Damian Grichting · Raphael Brütsch | Escocia David Murdoch Ewan MacDonald Peter Smith Euan Byers David Hay | Suecia · Per Carlsén · Mikael Norberg · Rickard Hallström · Fredrik Hallström · Nils Carlsén |